# Spilosoma peralbata
Spilosoma peralbata är en fjärilsart som beskrevs av Franz Dannehl 1928. Spilosoma peralbata ingår i släktet Spilosoma och familjen björnspinnare. Inga underarter finns listade i Catalogue of Life.